# Скуркино
Скуркино — деревня в Смоленском районе Смоленской области России. Входит в состав Михновского сельского поселения. Население — 3 жителя (2010 год). 
Расположена в западной части области в 18 км к юго-западу от Смоленска, в 6 км южнее автодороги А141 Орёл — Витебск. В 6 км севернее деревни расположена железнодорожная станция Катынь на линии Москва — Минск. 

## История
В годы Великой Отечественной войны деревня была оккупирована гитлеровскими войсками в июле 1941 года, освобождена в сентябре 1943 года. 